# Jerome Powell
Jerome Hayden Powell (Washington D. C., 4 de febrero de 1953) es un miembro de la Junta de Gobernadores del Sistema de la Reserva Federal desde 2012. El 2 de noviembre de 2017, el presidente Donald Trump nominó a Powell para ocupar el cargo de presidente del Sistema de la Reserva Federal. Juró el cargo el 5 de febrero de 2018.

## Infancia y educación
Powell nació el 4 de febrero de 1953 en Washington D. C., hijo de Patricia (Hayden) y Jerome Powell, abogado en una práctica privada. Su abuelo materno, James J. Hayden, fue decano de la Columbus School of Law en la Catholic University of America.
En 1971, Powell se graduó de la Georgetown Preparatory School, una universidad preparatoria jesuita. Recibió un Bachelor of Arts en ciencias políticas de Princeton University en 1975, y su tesis se tituló "Sudáfrica: Fuerzas para el cambio". En 1975-76, pasó un año como asistente legislativo al senador Richard Schweiker de Pensilvania, que dirigió una campaña infructuosa para Vicepresidente de los Estados Unidos en una candidatura conjunta con Ronald Reagan durante las elecciones primarias en 1976.
Powell obtuvo un título de Juris Doctor en el Georgetown University Law Center en 1979, donde fue redactor jefe del Georgetown Law Journal.